# Mecaorus elongatus
Mecaorus elongatus är en tvåvingeart som beskrevs av James E. Sublette och Wirth 1980. Mecaorus elongatus ingår i släktet Mecaorus och familjen fjädermyggor. Inga underarter finns listade i Catalogue of Life.